# Обыкновенная морская игла
Обыкновенная морская игла (лат. Syngnathus acus) — вид лучепёрых рыб  семейства игловых. Она имеет удлинённое сегментированное тело, достигающее длины около 35 см. Окраска варьируется от коричневого до зелёного, с широкими светлыми и тёмными полосками. Встречается в восточной Атлантике от побережья Норвегии, Британских островов, вдоль побережья Западной Сахары, Сенегала, Намибии до мыса Доброй Надежды, а также в Индийском океане, Средиземном, Эгейском и Чёрном морях.